# 西尔帕·凯赫克宁
西尔帕·凯赫克宁（芬蘭語：Sirpa Kähkönen，1964年9月15日—），芬兰小说家及翻译家。最初时她写作青年小说，后来因写了有关库奥皮奥的系列历史小说而受到关注。她的作品主要关注历史和社会主题。2018至2022年她担任芬兰作家协会的主席。
凯赫克宁出生于库奥皮奥，曾学习过文学和历史，后来开始做编辑的工作。1991年开始了她的写作生涯，首部作品为青年小说《口袋里的月亮》（Kuu taskussa）。1998年出版了第一部为成年人阅读的小说《黑新娘》（Mustat morsiamet）。
凯赫克宁在2023年以其作品《36个骨灰盒—站错队伍的历史》（36 uurnaa – Väärässä olemisen historia）获得了芬兰文学奖。该书的写作灵感来自2022年凯赫克宁母亲的去世，小说名字来自家族墓地，里面放了36个骨灰盒。据凯赫克宁介绍，该书讲叙的是“前几代人肩负的责任及推脱”。该书与她以前的作品有显著的不同。